# Liechtensteiner-Cup 1973-1974
La Liechtensteiner-Cup 1973-1974 è stata la 29ª edizione della coppa nazionale del Liechtenstein conclusa con la vittoria finale del Vaduz, al suo diciottesimo titolo.
Per la prima volta il torneo venne deciso ai rigori
Della competizione è noto solo il risultato della finale.

## Finale
La partita terminò 2-2 dopo i tempi supplementari e il Vaduz si impose ai rigori.
| Triesen | Vaduz | 4 – 3 | FC Balzers |  |